# Internationaux de France 2018
Internationaux de France 2018 – szóste w kolejności zawody łyżwiarstwa figurowego z cyklu Grand Prix 2018/2019. Zawody rozgrywano od 23 do 25 listopada 2018 roku w hali Patinoire Polesud w Grenoble.
W konkurencji solistów zwyciężył Amerykanin Nathan Chen, zaś w konkurencji solistek triumfowała Japonka Rika Kihira. W rywalizacji par sportowych złoto zdobyli gospodarze Vanessa James i Morgan Ciprès. W konkurencji parach tanecznych tytuł obronili reprezentanci gospodarzy i wicemistrzowie olimpijscy z Pjongczangu Gabriella Papadakis i Guillaume Cizeron, dla których był to pierwszy występ w tym sezonie.
Podczas rywalizacji par tanecznych wicemistrzowie olimpijscy Gabriella Papadakis i Guillaume Cizeron ustanowili trzy nowe rekordy świata w tańcu rytmicznym, tańcu dowolnym oraz nocie łącznej.

## Terminarz
| Data         | Godzina   | Konkurencja   | Segment          | Segment |
| ------------ | --------- | ------------- | ---------------- | ------- |
| 23 listopada | 15:00 CET | Soliści       | Program krótki   | SP      |
| 23 listopada | 16:55 CET | Pary taneczne | Taniec rytmiczny | RD      |
| 23 listopada | 18:35 CET | Solistki      | Program krótki   | SP      |
| 23 listopada | 20:30 CET | Pary sportowe | Program krótki   | SP      |
| 24 listopada | 13:50 CET | Soliści       | Program dowolny  | FS      |
| 24 listopada | 16:05 CET | Pary taneczne | Taniec dowolny   | FD      |
| 24 listopada | 19:00 CET | Solistki      | Program dowolny  | FS      |
| 24 listopada | 21:10 CET | Pary sportowe | Program dowolny  | FS      |

## Wyniki

### Soliści

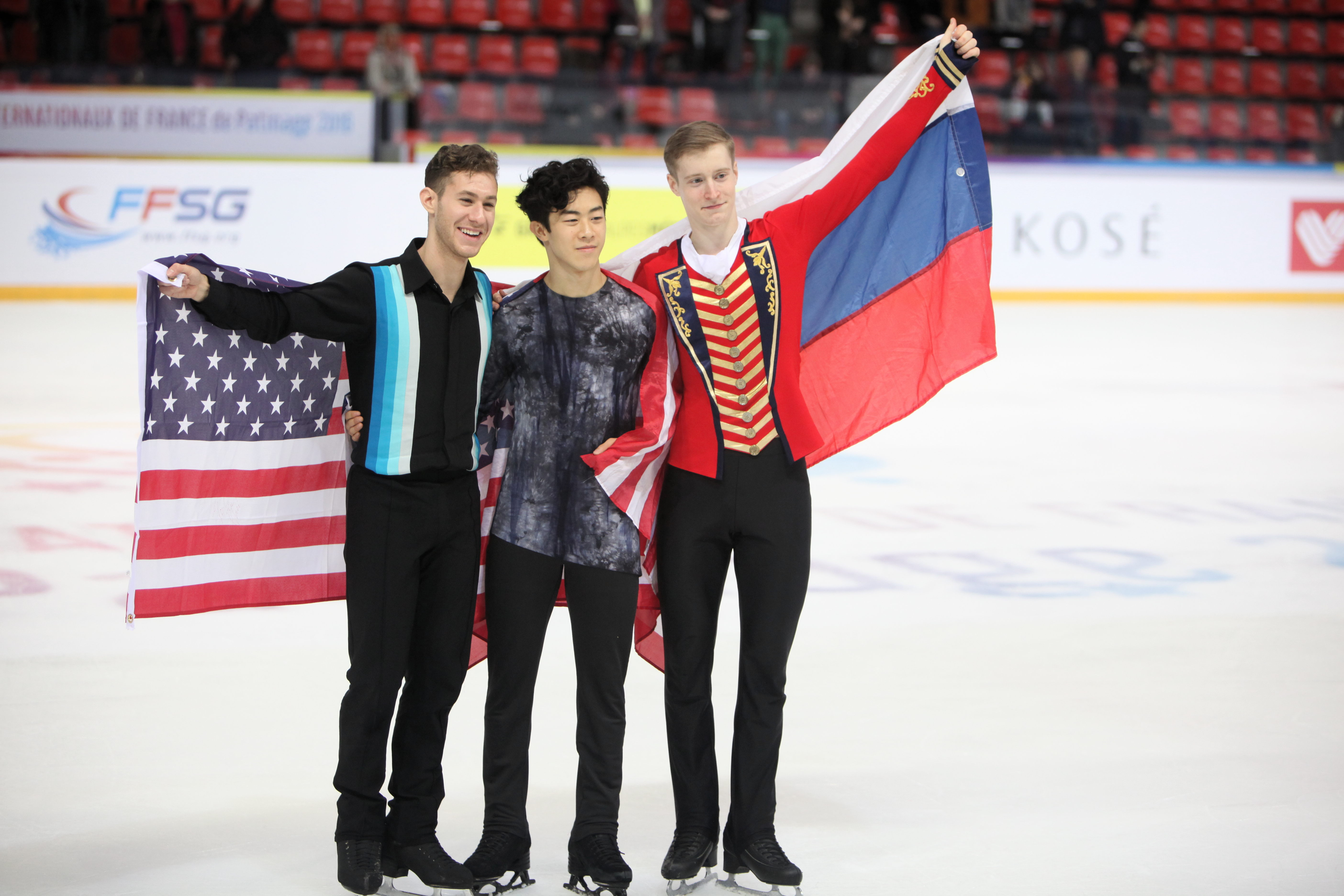
Medaliści w konkurencji solistów, od lewej Brown (USA), Chen (USA), Samarin (RUS)

| Poz. | Zawodnik          | Nota łączna | SP | SP    | FS  | FS     |
| ---- | ----------------- | ----------- | -- | ----- | --- | ------ |
| 1    | Nathan Chen       | 271,58      | 3  | 86,94 | 1   | 184,64 |
| 2    | Jason Brown       | 256,33      | 1  | 96,41 | 3   | 159,92 |
| 3    | Aleksandr Samarin | 247,09      | 2  | 90,86 | 4   | 156,23 |
| 4    | Dmitrij Alijew    | 237,82      | 9  | 75,15 | 2   | 162,67 |
| 5    | Kévin Aymoz       | 231,16      | 6  | 81,00 | 5   | 150,16 |
| 6    | Romain Ponsart    | 229,86      | 4  | 84,97 | 6   | 144,89 |
| 7    | Deniss Vasiļjevs  | 221,26      | 5  | 82,30 | 7   | 138,96 |
| 8    | Keiji Tanaka      | 216,32      | 8  | 79,35 | 8   | 136,97 |
| 9    | Jin Boyang        | 208,89      | 7  | 79,41 | 10  | 129,48 |
| 10   | Danijjel Samochin | 205,99      | 10 | 72,33 | 9   | 133,66 |
| WD   | Nicolas Nadeau    | DNF         | 11 | 61,46 | DNF | DNF    |

### Solistki

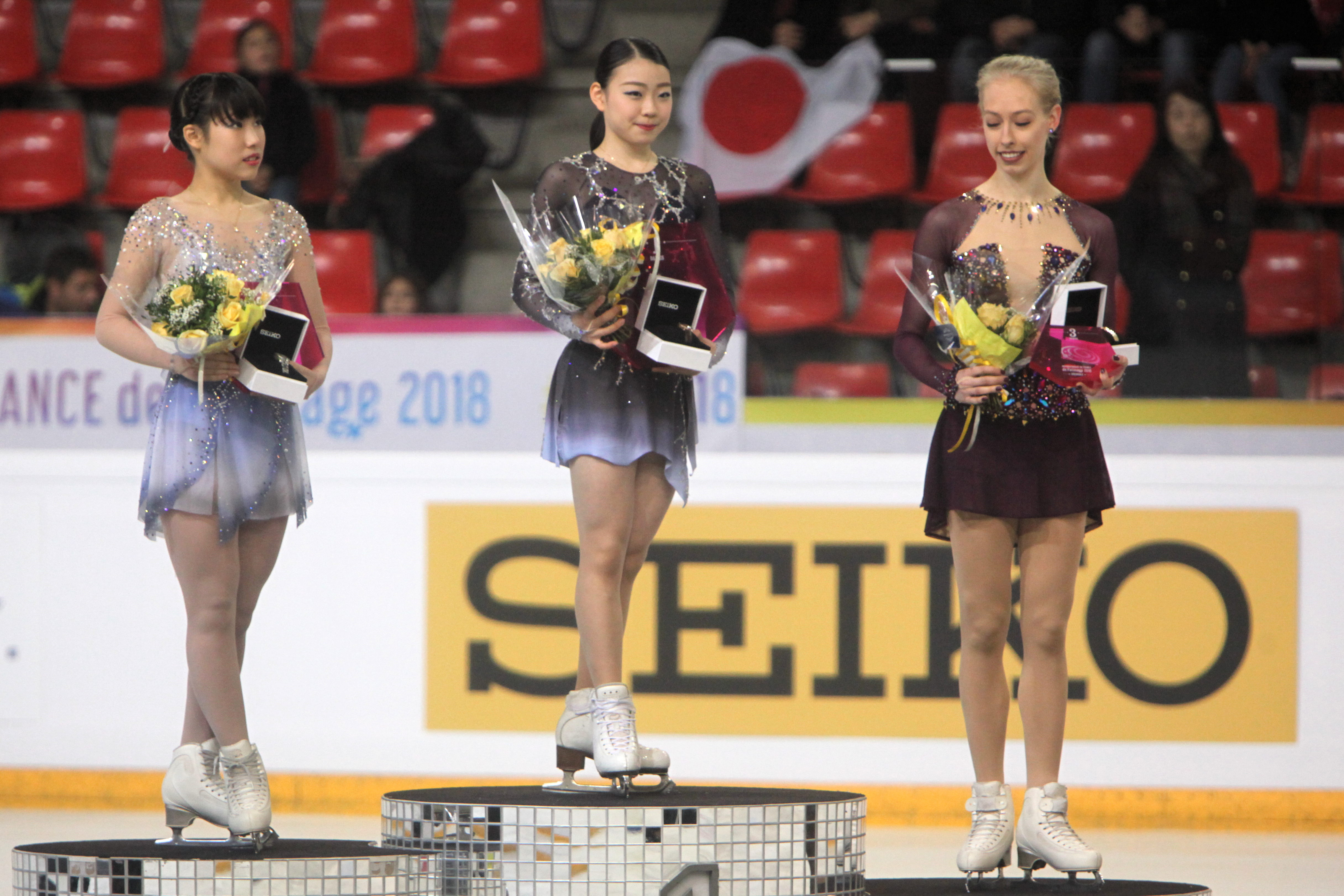
Medalistki w konkurencji solistek, od lewej Mihara (JPN), Kihira (JPN), Tennell (USA)

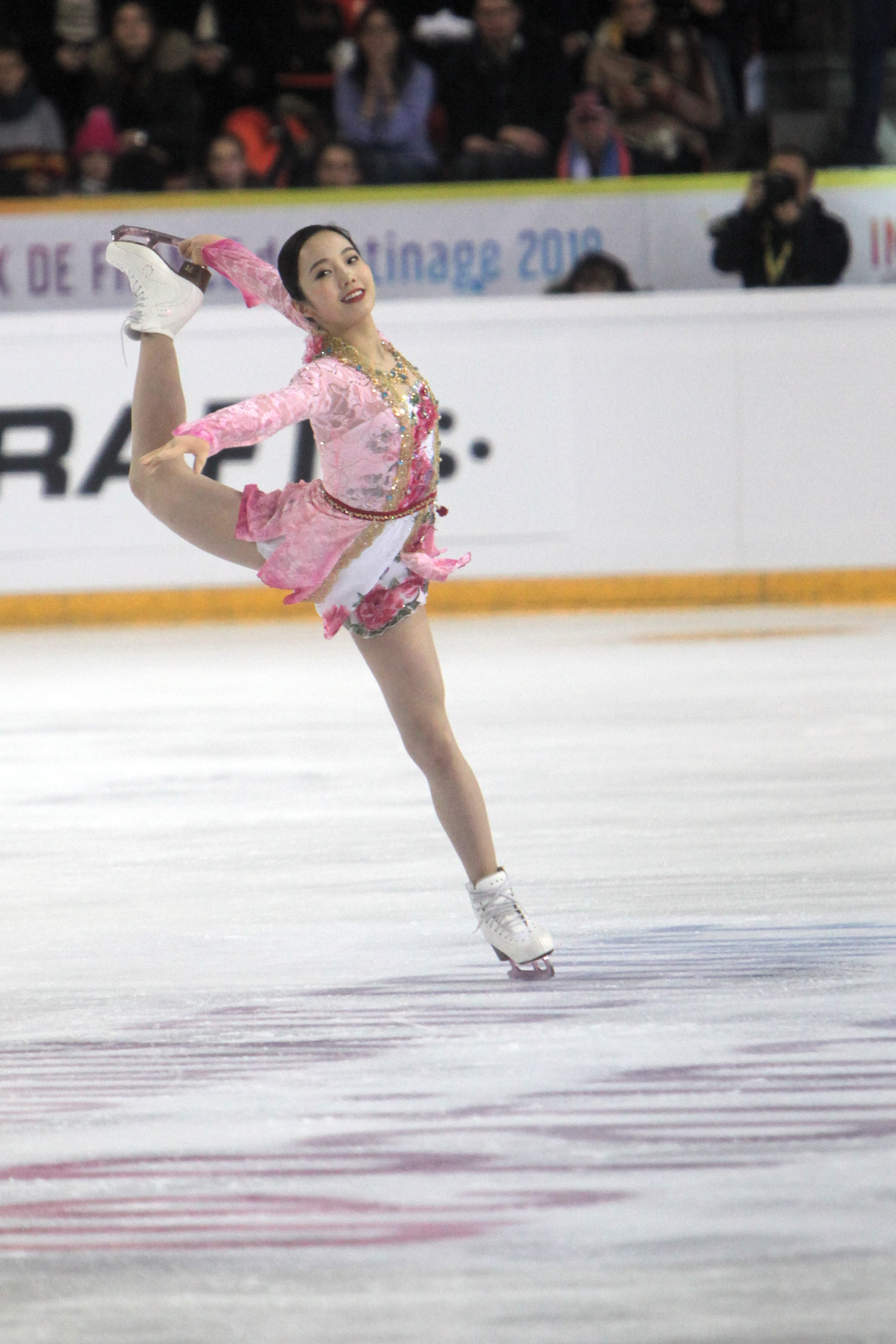
Marin Honda (JPN) w programie dowolnym (6. miejsce)

| Poz. | Zawodniczka              | Nota łączna | SP | SP    | FS | FS     |
| ---- | ------------------------ | ----------- | -- | ----- | -- | ------ |
| 1    | Rika Kihira              | 205,92      | 2  | 67,64 | 1  | 138,28 |
| 2    | Mai Mihara               | 202,81      | 1  | 67,95 | 3  | 134,86 |
| 3    | Bradie Tennell           | 197,78      | 6  | 61,34 | 2  | 136,44 |
| 4    | Jewgienija Miedwiediewa  | 192,81      | 3  | 67,55 | 5  | 125,26 |
| 5    | Stanisława Konstantinowa | 189,67      | 10 | 54,91 | 4  | 134,76 |
| 6    | Marin Honda              | 188,61      | 4  | 65,37 | 6  | 123,24 |
| 7    | Marija Sotskowa          | 177,59      | 5  | 61,76 | 7  | 115,83 |
| 8    | Maé-Bérénice Méité       | 168,02      | 7  | 60,86 | 8  | 107,16 |
| 9    | Laurine Lecavelier       | 157,24      | 11 | 51,66 | 9  | 105,58 |
| 10   | Alexia Paganini          | 156,51      | 8  | 56,88 | 10 | 99,63  |
| 11   | Lea Serna                | 149,49      | 9  | 55,31 | 12 | 94,18  |
| 12   | Matilda Algotsson        | 146,35      | 12 | 48,58 | 11 | 97,77  |

### Pary sportowe

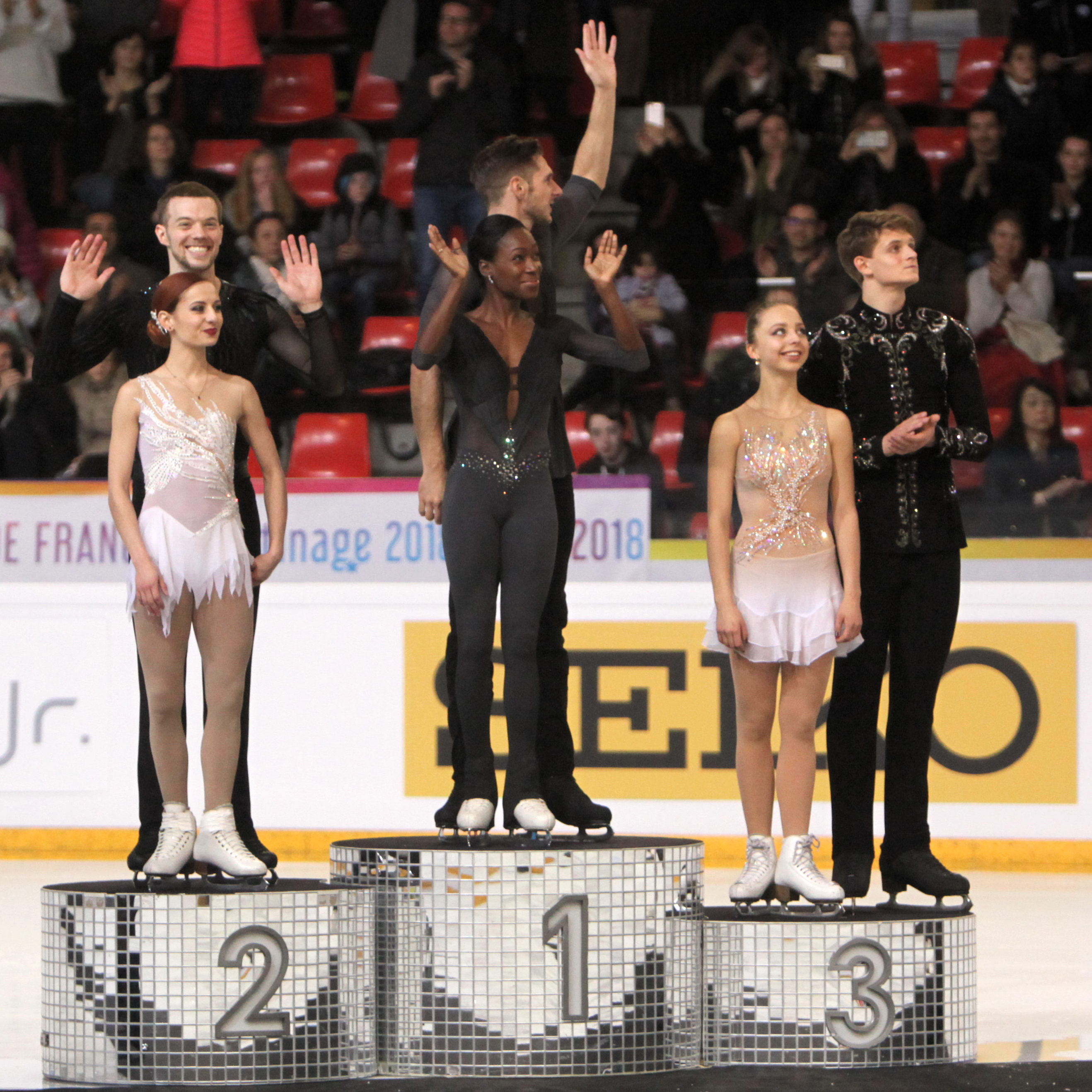
Medaliści w parach sportowych, od lewej Kayne / O’Shea (USA), James / Ciprès (FRA), Bojkowa / Kozłowskij (RUS)

| Poz. | Zawodnicy                              | Nota łączna | SP | SP    | FS | FS     |
| ---- | -------------------------------------- | ----------- | -- | ----- | -- | ------ |
| 1    | Vanessa James / Morgan Ciprès          | 205,77      | 3  | 65,24 | 1  | 140,53 |
| 2    | Tarah Kayne / Danny O’Shea             | 191,43      | 4  | 63,45 | 2  | 127,98 |
| 3    | Aleksandra Bojkowa / Dmitrij Kozłowski | 189,84      | 1  | 68,83 | 3  | 121,01 |
| 4    | Ryom Tae-ok / Kim Ju-sik               | 187,95      | 2  | 67,18 | 4  | 120,77 |
| 5    | Camille Ruest / Andrew Wolfe           | 164,10      | 5  | 58,25 | 5  | 105,85 |
| 6    | Audrey Lu / Misha Mitrofanov           | 157,28      | 6  | 56,71 | 7  | 100,57 |
| 7    | Minerva Fabienne Hase / Nolan Seegert  | 154,77      | 7  | 52,61 | 6  | 102,16 |

### Pary taneczne

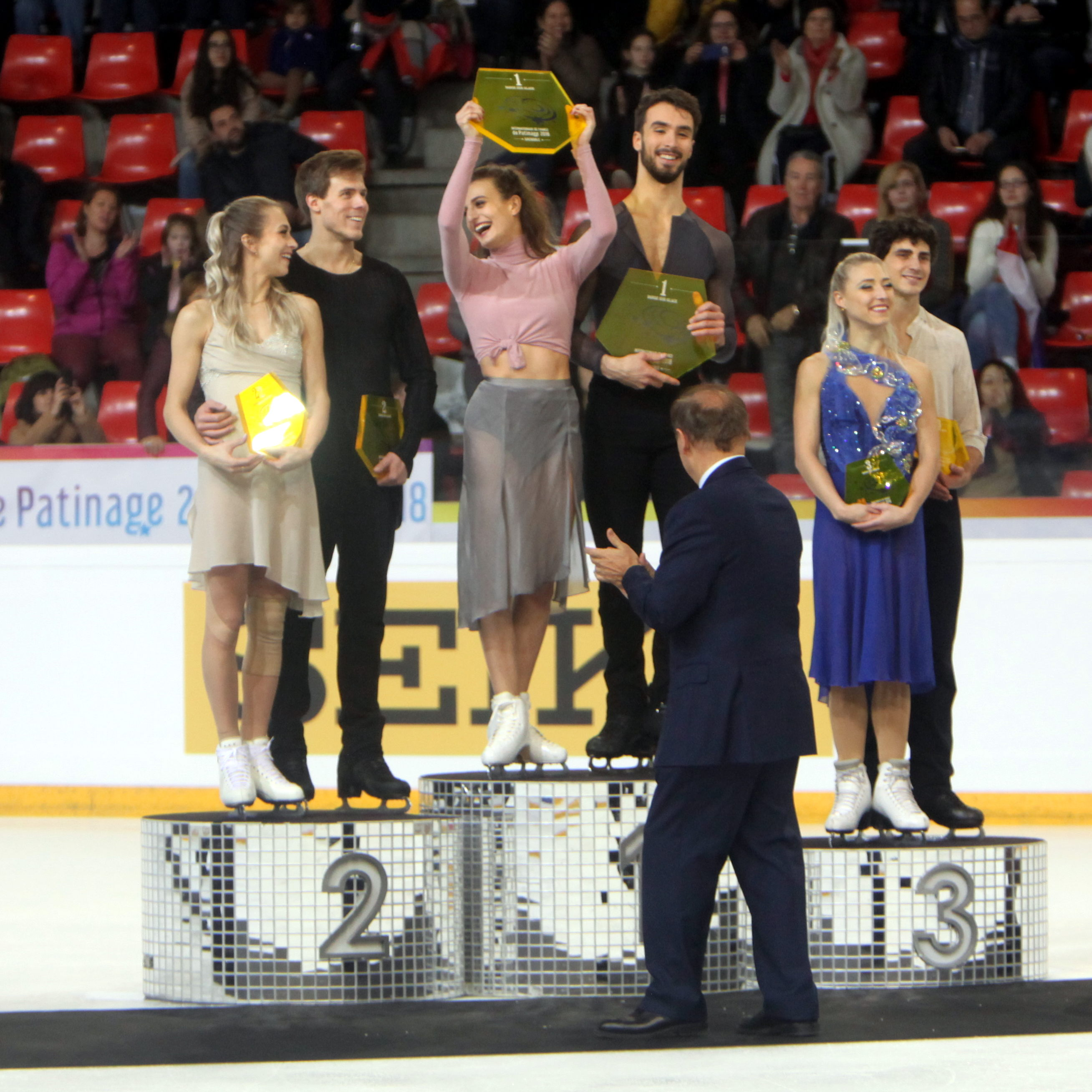
Medaliści w parach tanecznych, od lewej Sinicyna / Kacałapow (RUS), Papadakis / Cizeron (FRA), Gilles / Poirier (CAN)

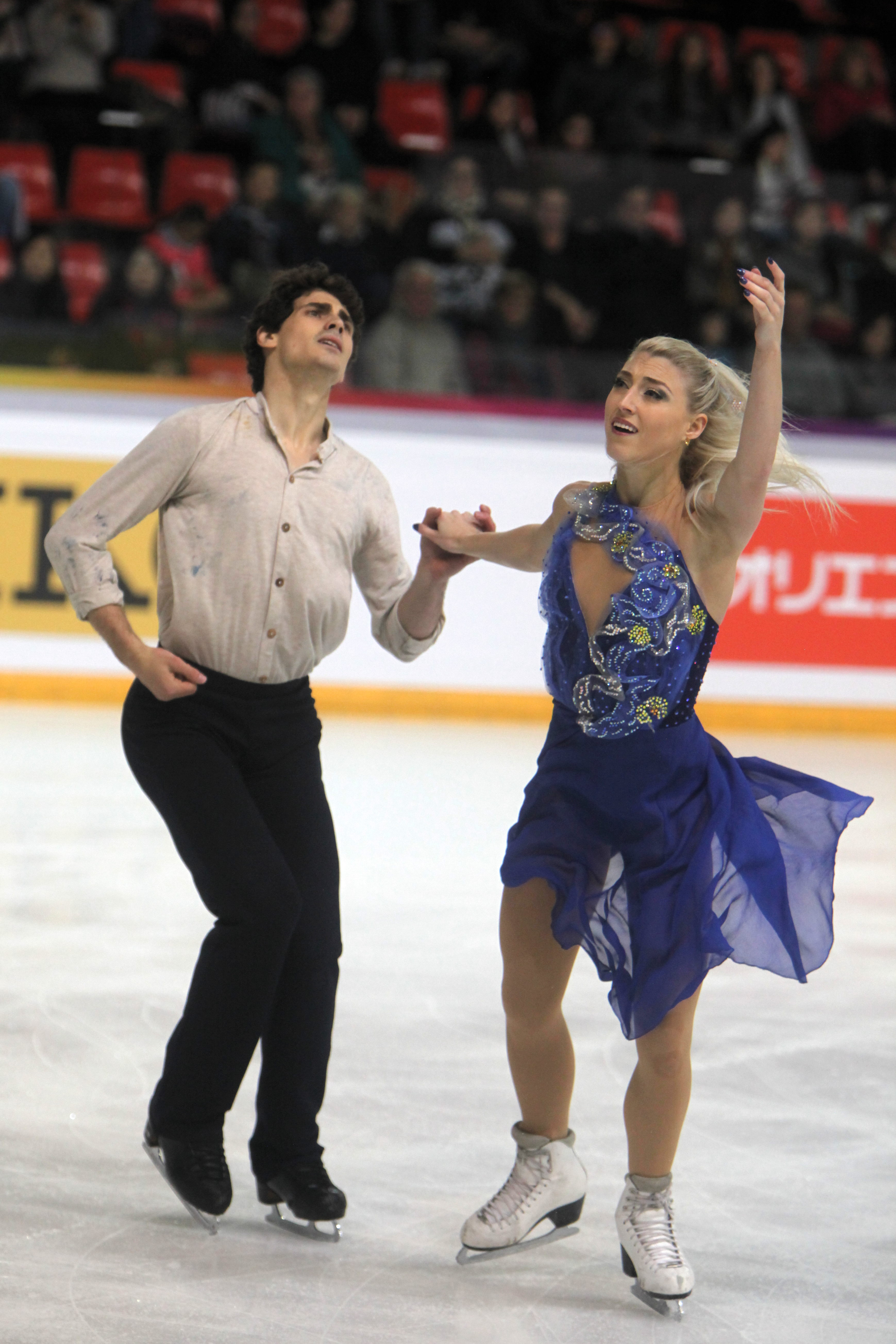
Para taneczna Piper Gilles / Paul Poirier (CAN) w tańcu dowolnym Vincent

| Poz. | Zawodnicy                               | Nota łączna | RD | RD    | FD | FD     |
| ---- | --------------------------------------- | ----------- | -- | ----- | -- | ------ |
| 1    | Gabriella Papadakis / Guillaume Cizeron | 216,78      | 1  | 84,13 | 1  | 132,65 |
| 2    | Wiktorija Sinicyna / Nikita Kacałapow   | 200,38      | 2  | 77,91 | 2  | 122,47 |
| 3    | Piper Gilles / Paul Poirier             | 188,74      | 3  | 74,24 | 3  | 114,49 |
| 4    | Kaitlin Hawayek / Jean-Luc Baker        | 181,47      | 4  | 69,85 | 4  | 111,62 |
| 5    | Rachel Parsons / Michael Parsons        | 171,17      | 6  | 68,14 | 6  | 103,03 |
| 6    | Marie-Jade Lauriault / Romain Le Gac    | 170,64      | 7  | 64,94 | 5  | 105,70 |
| 7    | Olivia Smart / Adrián Díaz              | 165,69      | 5  | 68,16 | 8  | 97,53  |
| 8    | Bietina Popowa / Siergiej Mozgow        | 163,18      | 8  | 63,64 | 7  | 99,54  |
| 9    | Allison Reed / Saulius Ambrulevičius    | 153,27      | 9  | 59,77 | 9  | 93,50  |
| 10   | Adelina Galyavieva / Louis Thauron      | 146,05      | 10 | 55,21 | 10 | 90,84  |